# HC Hvězda Praha
HC Hvězda Praha (celým názvem: Hockey Club Hvězda Praha) je český klub ledního hokeje, který sídlí v pražských Vokovicích. Založen byl v roce 1969 pod názvem HC Praha. Momentálně působí v Středočeské krajské lize, čtvrté české nejvyšší soutěži ledního hokeje. Klubové barvy jsou žlutá, červená a modrá.
Své domácí zápasy odehrává na Zimním stadionu Hvězda s kapacitou 700 diváků.

## O klubu
Klub vznikl s původním názvem HC Praha v roce 1969. Od roku 1983 hraje na svém vlastním zimním stadionu v Praze-Vokovicích. Přestože klub za dobu svého trvání prošel řadou změn a reorganizací, vyvinul se v jedno z důležitých center hokejového mládí. Současný název klubu, který je občanským sdružením, odkazuje na známý letohrádek Hvězda, jenž je charakteristický pro Prahu 6. Již od svého založení se klub zaměřuje na výchovu mládeže a dosahuje v ní velice kvalitních výsledků. HC Hvězda má kromě mužstva mužu a veteránů i 12 mládežnických družstev, ve kterých hraje více než 250 chlapců i dívek od 5 do 20 let. Odchovanci klubu jsou extraligoví hráči i reprezentanti jako například Jiří Veber, Jan Hlaváč, Jan Snopek, Radek Smoleňák či David Kočí.

### Účast ve 2. lize
Mužstvo mužů Hvězdy bylo v letech 1996-1998 a následně 2000-2006 účastníkem 2. ligy. Největší úspěch v této soutěži klub zaznamenal v sezónách 2002/03 a 2003/04, kdy skončil na 7. místě po základní části (skupiny západ) a postoupil tak do play-off. V něm vypadl v sezóně 2002/03 v osmifinále s Benátkami nad Jizerou 2:1 na zápasy, o rok později též v osmifinále prohrál 2:1 na zápasy s Havlíčkovým Brodem.

## Historické názvy
Zdroj:
- 1969 – HC Praha (Hockey Club Praha)
- 1975 – TJ Hvězda Praha (Tělovýchovná jednota Hvězda Praha)
- 1991 – HC Praha (Hockey Club Praha)
- 1997 – HC Hvězda Praha (Hockey Club Hvězda Praha)

## Mládežnické úspěchy
- 2008/2009 – Vítězství v Lize juniorů a účast v Baráži o Extraligu juniorů (hráči ročníku 1989, 1990 a 1991)
- 2010/2011 – Vítězství v Lize mladšího dorostu a postup do Extraligy mladšího dorostu (hráči ročníku 1995 a 1996)
- 2010/2011 – Vítězství na Mistrovství České republiky 5. třídy (hráči ročníku 2000)
- 2011/2012 – 7. místo mladších dorostenců po základní části Extraligy mladšího dorostu (hráči ročníku 1996 a 1997)
- 2013/2014 – Vítězství v Lize mladšího dorostu a postup do Extraligy mladšího dorostu (hráči ročníku 1998 a 1999)

## Přehled ligové účasti
Stručný přehled
Zdroj:
- 1969–1970: Divize – sk. D (3. ligová úroveň v Československu)
- 1970–1971: Divize – sk. C (3. ligová úroveň v Československu)
- 1971–1973: Krajský přebor - Praha (4. ligová úroveň v Československu)
- 1973–1977: Krajský přebor - Praha (5. ligová úroveň v Československu)
- 1977–1979: Krajský přebor - Praha (4. ligová úroveň v Československu)
- 1979–1983: Krajský přebor - Praha (3. ligová úroveň v Československu)
- 1983–1988: Krajský přebor - Praha (4. ligová úroveň v Československu)
- 1988–1994: bez soutěže
- 1994–1996: Krajský přebor - Praha (4. ligová úroveň v České republice)
- 1996–1998: 2. liga – sk. Západ (3. ligová úroveň v České republice)
- 1998–2000: Krajský přebor - Praha (4. ligová úroveň v České republice)
- 2000–2006: 2. liga – sk. Západ (3. ligová úroveň v České republice)
- 2006–2008: Pražská liga ledního hokeje (neregistrovaná soutěž v České republice)
- 2008–2010: Krajský přebor - Praha (4. ligová úroveň v České republice)
- 2010–2022 : Pražská krajská liga (4. ligová úroveň v České republice)
- 2022– : Středočeská krajská liga – sk. Sever (4. ligová úroveň v České republice)

Jednotlivé ročníky
Zdroj:
Legenda: ZČ - základní část, červené podbarvení - sestup, zelené podbarvení - postup, fialové podbarvení - reorganizace, změna skupiny či soutěže
| Československo (1969 – 1993)                                                                  |                                      |           |           |                                                                |                            |
| Sezóny                                                                                        | Soutěž                               | Úroveň    | ZČ        | Play-off, nadstavba, sk. o udržení...                          | Poznámky                   |
| 1969/70                                                                                       | Divize – sk. D                       | 3. úroveň | 7. místo  |                                                                | Změna skupiny              |
| 1970/71                                                                                       | Divize – sk. C                       | 3. úroveň | 8. místo  |                                                                | Sestup                     |
| 1971/72                                                                                       | Krajský přebor – Praha               | 4. úroveň | 2. místo  |                                                                |                            |
| 1972/73                                                                                       | Krajský přebor – Praha, sk. ?        | 4. úroveň | 1. místo  |                                                                | Reorganizace               |
| 1973/74                                                                                       | Krajský přebor – Praha, sk. A        | 5. úroveň | 2. místo  |                                                                |                            |
| 1974/75                                                                                       | Krajský přebor – Praha               | 5. úroveň | 2. místo  |                                                                |                            |
| 1975/76                                                                                       | Krajský přebor – Praha               | 5. úroveň | 4. místo  |                                                                |                            |
| 1976/77                                                                                       | Krajský přebor – Praha               | 5. úroveň | 4. místo  |                                                                | Reorganizace               |
| 1977/78                                                                                       | Krajský přebor – Praha               | 4. úroveň | 4. místo  |                                                                |                            |
| 1978/79                                                                                       | Krajský přebor – Praha               | 4. úroveň | 3. místo  |                                                                | Reorganizace               |
| 1979/80                                                                                       | Krajský přebor – Praha               | 3. úroveň | 6. místo  | Skupina o umístění (6. místo)                                  |                            |
| 1980/81                                                                                       | Krajský přebor – Praha               | 3. úroveň | 4. místo  |                                                                |                            |
| 1981/82                                                                                       | Krajský přebor – Praha               | 3. úroveň | 3. místo  | Finálová skupina (3. místo)                                    |                            |
| 1982/83                                                                                       | Krajský přebor – Praha               | 3. úroveň | 4. místo  | Finálová skupina (4. místo)                                    | Reorganizace               |
| 1983/84                                                                                       | Krajský přebor – Praha               | 4. úroveň | 3. místo  | Finálová skupina (3. místo)                                    |                            |
| 1984/85                                                                                       | Krajský přebor – Praha               | 4. úroveň | 3. místo  | Finálová skupina (3. místo)                                    |                            |
| 1985/86                                                                                       | Krajský přebor – Praha               | 4. úroveň | 2. místo  | Finálová skupina (3. místo)                                    |                            |
| 1986/87                                                                                       | Krajský přebor – Praha               | 4. úroveň | 5. místo  | Finálová skupina (4. místo)                                    |                            |
| 1987/88                                                                                       | Krajský přebor – Praha               | 4. úroveň | 5. místo  | Skupina o udržení (3. místo)                                   | Zánik A-mužstva            |
| V letech 1988–1994 byl klub bez A-mužstva, v soutěžích přihlášena pouze mládežnická družstva. |                                      |           |           |                                                                |                            |
| Česko (1994 – )                                                                               |                                      |           |           |                                                                |                            |
| Sezóny                                                                                        | Soutěž                               | Úroveň    | ZČ        | Play-off, nadstavba, sk. o udržení...                          | Poznámky                   |
| 1994/95                                                                                       | Krajský přebor – Praha               | 4. úroveň | 2. místo  |                                                                |                            |
| 1995/96                                                                                       | Krajský přebor – Praha               | 4. úroveň | 1. místo  |                                                                | Baráž                      |
| 1996/97                                                                                       | 2. liga – sk. Západ                  | 3. úroveň | 14. místo | Ne                                                             |                            |
| 1997/98                                                                                       | 2. liga – sk. Západ                  | 3. úroveň | 15. místo | Ne                                                             | Sestup                     |
| 1998/99                                                                                       | Krajský přebor – Praha               | 4. úroveň | 1. místo  |                                                                | Baráž                      |
| 1999/00                                                                                       | Krajský přebor – Praha               | 4. úroveň | 1. místo  |                                                                | Baráž                      |
| 2000/01                                                                                       | 2. liga – sk. Západ                  | 3. úroveň | 20. místo | Ne                                                             |                            |
| 2001/02                                                                                       | 2. liga – sk. Západ                  | 3. úroveň | 10. místo | Ne                                                             |                            |
| 2002/03                                                                                       | 2. liga – sk. Západ                  | 3. úroveň | 7. místo  | Osmifinále (prohra 1:2 na zápasy s HC SOH Benátky nad Jizerou) |                            |
| 2003/04                                                                                       | 2. liga – sk. Západ                  | 3. úroveň | 7. místo  | Osmifinále (prohra 1:2 na zápasy s HC Rebel Havlíčkův Brod)    |                            |
| 2004/05                                                                                       | 2. liga – sk. Západ                  | 3. úroveň | 9. místo  | Ne                                                             | sk. o udr.                 |
| 2005/06                                                                                       | 2. liga – sk. Západ                  | 3. úroveň | 9. místo  | Skupina o udržení (1. místo)                                   | Prodej licence do Benešova |
| V letech 2006–2008 působilo A-mužstvo v neregistrované soutěži PLLH.                          |                                      |           |           |                                                                |                            |
| 2008/09                                                                                       | Krajský přebor – Praha               | 4. úroveň | 2. místo  |                                                                |                            |
| 2009/10                                                                                       | Krajský přebor – Praha               | 4. úroveň | 2. místo  |                                                                | Reorganizace               |
| 2010/11                                                                                       | Pražská krajská liga                 | 4. úroveň | 1. místo  |                                                                | Kvalifikace                |
| 2011/12                                                                                       | Pražská krajská liga                 | 4. úroveň | 1. místo  |                                                                | Kvalifikace                |
| 2012/13                                                                                       | Pražská krajská liga                 | 4. úroveň | 2. místo  | Finálová skupina (2. místo)                                    |                            |
| 2013/14                                                                                       | Pražská krajská liga                 | 4. úroveň | 1. místo  | Vítěz                                                          | Kvalifikace                |
| 2014/15                                                                                       | Pražská krajská liga                 | 4. úroveň | 2. místo  | Finálová skupina (2. místo)                                    |                            |
| 2015/16                                                                                       | Pražská krajská liga                 | 4. úroveň | 2. místo  | Finále                                                         |                            |
| 2016/17                                                                                       | Pražská krajská liga                 | 4. úroveň | 2. místo  | Finálová skupina (2. místo)                                    |                            |
| 2017/18                                                                                       | Pražská krajská liga                 | 4. úroveň | 2. místo  |                                                                |                            |
| 2018/19                                                                                       | Pražská krajská liga                 | 4. úroveň | 1. místo  | Finále                                                         |                            |
| 2019/20                                                                                       | Pražská krajská liga                 | 4. úroveň | 3. místo  |                                                                |                            |
| 2020/21                                                                                       | Pražská krajská liga                 | 4. úroveň |           |                                                                | Sezóna nedokončena         |
| 2021/22                                                                                       | Pražská krajská liga                 | 4. úroveň | 1. místo  | Vítěz; kvalifikace o 2. ligu – sk. A                           | Změna skupiny              |
| 2022/23                                                                                       | Středočeská krajská liga – sk. Sever | 4. úroveň | 5. místo  | Předkolo                                                       |                            |
| 2023/24                                                                                       | Středočeská krajská liga – sk. Sever | 4. úroveň | 3. místo  | Čtvrtfinále                                                    |                            |

## Slavní odchovanci
- Jiří Veber
- Jan Snopek
- Jan Hlaváč
- Jiří Drtina
- David Kočí
- Tomáš Urban
- Radek Smoleňák
- Pavel Mrňa
- Ronald Knot